# كريستي آلي
كريستي آلي (بالإنجليزية: Kirstie Alley)‏ مواليد 12 يناير 1951 في كانساس، الولايات المتحدة، هي ممثلة أمريكية بدأت مسيرتها الفنية عام 1979. كما أنها من الفائزات بجائزة إيمي وجائزة غولدن غلوب.

## أعمال

### أفلام
- دروب ديد غورجيس (1999)

## وصلات خارجية
- الموقع الرسمي
- كريستي آلي على موقع IMDb (الإنجليزية)
- كريستي آلي على موقع ميتاكريتيك (الإنجليزية)
- كريستي آلي على موقع روتن توميتوز (الإنجليزية)
- كريستي آلي على موقع ألو سيني (الفرنسية)
- كريستي آلي على موقع ميوزك برينز (الإنجليزية)
- كريستي آلي على موقع تيرنر كلاسيك موفيز (الإنجليزية)
- كريستي آلي على موقع أول موفي (الإنجليزية)
- كريستي آلي على موقع قاعدة بيانات الأفلام السويدية (السويدية)
- كريستي آلي على موقع إن إن دي بي (الإنجليزية)
- كريستي آلي على موقع قاعدة بيانات الفيلم (الإنجليزية)